# Eijirō Tōno
Eijirō Tōno (東野英治郎 Tōno Eijirō?, n. 17 septembrie 1907, Prefectura Gunma, Japonia – d. 8 septembrie 1994, Tokyo⁠(d), Tōkyō, Japonia) a fost un actor japonez, care, într-o carieră care a durat mai mult de 50 de ani, a apărut în peste 400 de emisiuni de televiziune, aproape 250 de filme și numeroase spectacole teatrale.
El este cunoscut cel mai bine cunoscut în Occident pentru rolurile sale din filmele lui Akira Kurosawa, precum Cei șapte samurai (1954) și Yojimbo (1961), și din filmele lui Yasujirō Ozu, cum ar fi Tokyo Story (1953) și An Autumn Afternoon (1962). A apărut și în Kill! al lui Kihachi Okamoto și în Tora! Tora! Tora! (1970), o reprezentare artistică a atacului japonez de la Pearl Harbor. Ultimul său film a fost A-ge-man („Povestea gheișei de aur”; 1990) al lui Juzo Itami. Tōno l-a interpretat personajul titular al serialului de televiziune jidaigeki de lungă durată, Mito Kōmon, din 1969 până în 1983. În primii ani ai carierei sale el a jucat sub pseudonimul Katsuji Honjō (本庄克二).

## Biografie
Eijirō Tōno s-a născut la 17 septembrie 1907 în orașul Tomioka (prefectura Gunma, Japonia), ca fiu al unui fabricant de sake. A urmat cursuri la Școala Medie din Tomioka. După ce s-a înscris ca student la Facultatea de Comerț a Universității Meiji, s-a alăturat Societății pentru Studiul Științelor Sociale (社会科学研究会: Shakai-kagaku kenkyukai), care avea o orientare politică de stânga. Această înrolare era periculoasă din punct de vedere politic, întrucât Legea conservării păcii din 1925 îi făcea pe membrii oricărei asociații al căror obiect era modificarea kokutai (sistemul național de guvernare) sau al sistemului proprietății private pasibili de o pedeapsă cu închisoarea de până la zece ani. În 1931 s-a înscris la cursul de teatru muncitoresc organizat de Teatrul Mic Tsukiji (築地小劇場: Tsukiji shogekijo). A debutat ca actor în producția Tunelul din Muntele Osore (恐山トンネル: Osoreyama tonneru) de Jūrō Miyoshi, pusă în scenă de Teatrul de stânga din Tokyo (東京左翼劇場: Tokyo sayoku gekijo). După ce a absolvit cursul de teatru muncitoresc, s-a alăturat companiei teatrale Tsukiji și a jucat pe scenă sub pseudonimul Katsuji Honjō (本庄克二).
Prin anii 1930 Tōno a apărut în aproape toate producțiile companiei teatrale Tsukiji, obținând recenzii favorabile. Rolurile Heizō din Pământ (土: Tsuchi), Yugorō din Cursul de ortografie（綴方教室: Tsuzurikata kyōshitsu）și groparul din Hamlet i-au stabilit reputația de actor. El a ajuns, de asemenea, să joace un rol important în conducerea trupei. În 1936 a debutat ca actor de film în Fratele mai mare, sora mai mică（兄いもうと: Ani imōto. În 1938 a apărut în filmul Kuroda seichū roku（黒田誠忠録）al lui Teinosuke Kinugasa și a obținut ulterior roluri în filmele produse de studiourile Shōchiku, Nikkatsu și Tōhō. Până în acest moment a fost menționat sub numele său de scenă, „Katsuji Honjō”.
În august 1940 compania teatrală Tsukiji a fost desființată forțat, iar Tōno și alți actori au fost arestați pentru încălcarea Legii conservării păcii. Tōno a fost eliberat fără a fi acuzat, nouă luni mai târziu, și și-a reluat activitatea actoricească, dar a fost supus unui ordin al Ministerului de Interne （内務省）care îi cerea să joace doar sub numele său real. Din acest moment, a fost menționat sub numele „Tōno Eijirō”. În 1943 a apărut în Portul florilor（花咲く港: Hana saku minato), filmul de debut al lui Keisuke Kinoshita. În 1944 Tōno, Eitarō Ozawa, Koreya Senda, Sugisaku Aoyama, Chieko Higashiyama și alții au fondat Teatrul Actorilor （俳優座). În ultimul an al Războiului Pacificului, el a vizitat Japonia sub patronajul Ligii Japoneze de Teatru Peripatetic（日本移動演劇連盟), o instituție sponsorizată oficial de guvern care avea ca misiune creșterea moralului populației japoneze și, prin urmare, a productivității muncii, prin organizarea unor spectacole teatrale drama în fabrici, mine, comunități agricole și sate de pescari.
După ce războiul s-a încheiat în august 1945, Tōno a revenit la Teatrul Actorilor ca una dintre figurile sale centrale, atât ca actor, cât și ca administrator. Eijirō Tōno a apărut în aproape 250 de filme între 1936 și 1990. A jucat în șapte filme pentru Akira Kurosawa, patru pentru Yasujirō Ozu și nouă pentru Keisuke Kinoshita. Provenit din teatrul shingeki (care a generat un stil actoricesc foarte apreciat pentru interpretarea rolurilor secundare în film), el a marcat cinematografia japoneză cu roluri secundare, precum cel al banditului răpitor ucis de un samurai pe care l-a interpretat în filmul Cei șapte samurai (1954) al lui Akira Kurosawa, dar și în Yojimbo (1961), Kill, The Fortress of the Samurai, Voyage la Tokyo sau Tora! Tora! Tora! (1970).
Rolul pentru care este probabil cel mai bine cunoscut în Japonia este, totuși, cel al personajului titular din popularul serial jidaigeki de televiziune Mito Kōmon (1969-1983), în care personajul istoric Tokugawa Mitsukuni, daimyō-ul retras al domeniului Mito, parcurge țara deghizat într-un vechi negustor cu numele de Mitsuemon, îndreptând greșelile și corectând nedreptățile cu ajutorul a doi samurai. Tōno a jucat acest rol în 381 de episoade între 1969 și 1983. (Seria a continuat până în 2011, iar rolul Mitsuemon a fost interpretat de alți patru actori.)
A murit din cauza insuficienței cardiace la 8 septembrie 1994, la vârsta de 86 de ani.
Fiul lui, Eishin Tōno, a fost, de asemenea, actor, dar nu a fost la fel de prolific ca tatăl său.

## Filmografie selectivă

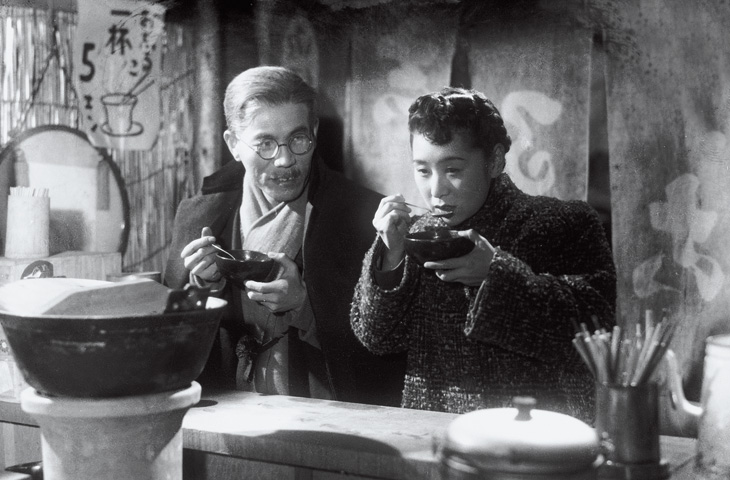
Eijirō Tōno și Kinuyo Tanaka în Le Mariage (1947)

- 1944: L'Armée (陸軍 Rikugun?), regizat de Keisuke Kinoshita - Tsunesaburō Sakuragi
- 1945: Les Demoiselles d'Izu (伊豆の娘たち Izu no musumetachi?), regizat de Heinosuke Gosho - Tokujiro Murakami
- 1947: Le Mariage (結婚 Kekkon?), regizat de Keisuke Kinoshita - Kōhei
- 1947: L'Amour de l'actrice Sumako (女優須磨子の恋 Joyū Sumako no koi?), regizat de Kenji Mizoguchi - Shoyo Tsubouchi
- 1951: Le Fard de Ginza (銀座化粧 Ginza Keshō?), regizat de Mikio Naruse - Hyōbei Sugano
- 1952: La Belle et le Voleur (美女と盗賊 Bijo to tozoku?), regizat de Keigo Kimura - Jurota
- 1952: Les Enfants d'Hiroshima (原爆の子 Gembaku no ko?), regizat de Kaneto Shindō
- 1953: Voyage à Tokyo (東京物語 Tokyo monogatari?), regizat de Yasujirō Ozu - Sanpei Numata
- 1953: Les Oies sauvages (雁 Gan?), regizat de Shirō Toyoda - cămătarul Suezō
- 1954: Cei șapte samurai (七人の侍 Shichinin no samurai?), regizat de Akira Kurosawa - banditul răpitor[7]
- 1954: Quartier sans soleil (太陽のない街 Taiyo no nai machi?), regizat de Satsuo Yamamoto
- 1955: Vivre dans la peur (生きものの記録 Ikimono no kiroku?), regizat de Akira Kurosawa - bătrânul din Brazilia[8]
- 1955: Journal d'un policier (警察日記 Keisatsu nikki?), regizat de Seiji Hisamatsu
- 1956: L'Étrange amour de la dame blanche (白夫人の妖恋 Byaku fujin no yoren?), regizat de Shirō Toyoda
- 1956: Rivière de nuit (夜の河 Yoru no kawa?), regizat de Kōzaburō Yoshimura
- 1956: Nuages au soleil couchant (夕やけ雲 Yūyake-gumo?), regizat de Keisuke Kinoshita
- 1957: Une histoire d'Osaka (大阪物語 Osaka Monogatari?), regizat de Kōzaburō Yoshimura - samuraiul Hoshino
- 1957: La Rivière noire (黒い河 Kuroi kawa?), regizat de Masaki Kobayashi - Kurihara
- 1957: Azilul de noapte (どん底 Donzoko?), regizat de Akira Kurosawa - bătrânul meșter Tomekichi[9]
- 1958: La Lumière des lucioles (螢火 Hotarubi?), regizat de Heinosuke Gosho
- 1959: Une histoire d'amour de Naniwa (浪花の恋の物語 Naniwa no koi no monogatari?), regizat de Tomu Uchida - Tobei
- 1960: Histoire singulière à l'est du fleuve (東綺譚 Bokuto kitan?), regizat de Shirō Toyoda - prof. Yamai
- 1961: Le Garde du corps (用心棒 Yojimbo?), regizat de Akira Kurosawa - birtașul Gonji[10]
- 1961: Cochons et Cuirassés (豚と軍艦 Buta to gunkan?), regizat de Shōhei Imamura - Kan'ichi
- 1961: La Dernière Guerre de l'Apocalypse (世界大戦争 Sekai daisensō?), regizat de Shuei Matsubayashi
- 1961: Un amour éternel (永遠の人 Eien no hito?), regizat de Keisuke Kinoshita - un polițist
- 1962: Le Goût du saké (秋刀魚の味 Sanma no aji?), regizat de Yasujirō Ozu - Sakuma
- 1962: La Ville des coupoles (キューポラのある街 Kyūpora no aru machi?), regizat de Kiriro Urayama - Tatsugorō Ishiguro, tatăl lui Jun
- 1962: La Source thermale d'Akitsu (秋津温泉 Akitsu Onsen?), regizat de Yoshishige Yoshida - preot
- 1963: Contes cruels du Bushido (武士道残酷物語 Bushidô zankoku monogatari?), regizat de Tadashi Imai - Shibiku-Shosuke Hori
- 1963: Kyoto (古都 Koto?), regizat de Noboru Nakamura - Sosuke Otomo
- 1963: Entre le ciel et l'enfer (天国と地獄 Tengoku to jigoku?), regizat de Akira Kurosawa - muncitorul din fabrica de încălțăminte[11]
- 1964: Seul contre tous à Ichijoji (宮本武蔵 一乗寺の決斗 Miyamoto Musashi: Ichijōji no kettō?), regizat de Tomu Uchida - Haiya
- 1964: Fleur pâle (乾いた花 Kawaita hana?), regizat de Masahiro Shinoda - șef al yakuza
- 1965: Barbă Roșie (赤ひげ, Akahige), regizat de Akira Kurosawa - Goheiji, proprietarul caselor din apropierea spitalului[12]
- 1965: Fantômes japonais (四谷怪談 Yotsuya Kaidan?), regizat de Shirō Toyoda - preot
- 1965: Le Sabre de la bête (獣の剣 Kedamono no ken?), regizat de Hideo Gosha - ministru
- 1968: Kill, la Forteresse des samouraïs (斬る Kiru?), regizat de Kihachi Okamoto - Moriuchi Hiyogo
- 1969: Zoku otoko wa tsurai yo (続・男はつらいよ?), regizat de Yōji Yamada - Sanpo Tsubouchi
- 1970: Fuji sanchō (富士山頂?), regizat de Tetsutarō Murano
- 1970: Tora! Tora! Tora!, regizat de Richard Fleischer - viceamiralul Chūichi Nagumo[13]
- 1983: La Taverne Chōji (居酒屋兆治 Izakaya Chōji?), regizat de Yasuo Furuhata - Matsukawa

## Premii și distincții
- 1954: Premiul Panglica Albastră pentru cel mai bun actor în rol secundar pentru Kuroi Ushio și Kunsho[14]
- 1956: Premiul Mainichi pentru cel mai bun actor în rol secundar pentru Le Fleuve de la nuit și Nuages au soleil couchant[15]
- 1962: Premiul Mainichi pentru cel mai bun actor în rol secundar pentru Le Goût du saké și Kyūpora no aru machi[16]
- 1973: Medalia de Onoare cu panglică violetă

## Legături externe
- Eijirô Tono la Internet Movie Database